# Võ Thị Sáu
Võ Thị Sáu (Dât Do, 1933 - Dât Do, 23 de janeiro de 1952) foi uma estudante e guerrilheira vietnamita lembrada como mártir nacional no Vietname.

## Vida
Ela nasceu em Phuoc Tho, no distrito de Dât Do, na província de Ba Ria (hoje pertencente à província de Ba Ria-Vung Tau). Em 1948, aos 14 anos, teve contato com um grupo guerrilheiro local após muitos de seus amigos e parentes se juntarem à resistência antifrancesa. Em 1949, ela jogou uma granada que matou um capitão francês e feriu 12 soldados franceses, mas escapou sem ser detectada. Em 1950, outra granada foi lançada por ela contra o chefe do cantão vietnamita - um homem responsável por muitas execuções - mas ela foi apanhada pelas autoridades francesas. Ela foi presa e passou por três prisões e, finalmente, encarcerada na Con Son Prison.
Às 7 horas da manhã de 23 de janeiro de 1952, ela foi vista em Con Dao. Sabendo que estava prestes a ser executada, ela cantou canções revolucionárias. Ao verem-na, seus irmãos e companheiros de prisão cantaram canções dedicadas a expressar admiração, simpatia e despedida. Võ Thị Sáu foi executada no mesmo dia.